# Atari 2700
La Atari 2700 (también como Atari Atari Remote Control VCS) fue un prototipo de consola de videojuego desarrollada por Atari, Inc. para ser una versión de control inalámbrica de la popular Atari 2600. 
Planeada para ser lanzada en 1981, la 2700 fue uno de varios modelos planificados para el 2600, pero el sistema nunca se puso en producción en masa. Aunque no está claro cuántos de estos sistemas existen, el exempleado de Atari, Dan Kramer, ha declarado que se hicieron al menos 12 consolas.
Durante el desarrollo lo llamaban, "RC Stella", donde "RC" se refiere a "Radiocontrol" y "Stella" fue el nombre de la atari 2600 durante el desarrollo de la misma.
La 2700 era totalmente compatible con la Atari 2600 y tenía la intención de utilizar los juegos y accesorios de ese sistema. Las nuevas funciones de la 2700 sobre la 2600 eran los controles inalámbricos que incluyen una combinación de joystick y paddle, interruptores sensibles al tacto y una caja aerodinámica en forma de cuña.

## Características

### controles
Los controles inalámbricos operan a través de señales de radio. poseen un interruptor on/off (encendido/apagado). Y se alimenta por una pila 9v. La comunicación con la consola se logra a través de una antena flexible. Cada control está designado como el izquierdo (jugador 1) y derecho (jugador 2) y no puede intercambiarse
Cada control tiene un botón de disparo único y un  palo corto que combina las funciones de un joystick estándar de 8 posiciones y un paddle que puede rotar 270 grados. Los botones select y reset para el juego aparecen tanto en los controles como en la consola, lo último, presumiblemente para los casos en que se usarían controles cableados estándar en lugar de las unidades inalámbricas.

### Consola
La consola cuenta con dos entradas para controles de  Atari estándar de 9 pines en su lado derecho, lo que permite el uso de otros controles compatibles 2600 como joysticks fabricados por Atari y de terceros, así como el control de conducción,teclado numérico y  Trak-Ball. La superficie superior presenta una ranura de cartucho estilo 2600 y botones táctiles con LED rojos al presionarlos, incluidos para funciones directamente relacionadas con los controles inalámbricos, como la selección entre los controles inalámbricos conectado, y para cambiar la función de la conexión inalámbrica Controles entre el joystick y el modo de paddle. 
El caso representó una desviación significativa de los diseños de productos de consumo anteriores de Atari, prescindiendo de la estética de las consolas Atari anteriores. Las incrustaciones de imitación de madera y los interruptores de tiro mecánicos fueron reemplazados por una elegante cuña de color marrón oscuro con sangría. interruptores sensibles al tacto. La carcasa presentaba un compartimento de almacenamiento con bisagras para los controles inalámbricos y una ranura incorporada para enrollar el exceso de cable para conectarlo a un televisor.

## cancelación
Aunque la idea principal idea fue innovación para el 2700,pero fue por los controles inalámbricos los que causaron que la consola se cancelará antes del lanzamiento. Específicamente, los controles inalámbricos tenían un radio de trabajo de aproximadamente 1000 pies, pero no había ningún mecanismo para emparejar número  determinado de controles en una consola específica, lo que significaba que los controles de cualquier 2700 podrían afectar involuntariamente a otros 2700 cercanos. Además, los controles se basaron en el diseño de los abridores de puertas de garaje, lo que generó la preocupación de que pudieran confundir las señales  accidentalmente con otros dispositivos controlados a distancia..

## Legado
Aunque abandonado, el diseño de su carcasa se convirtió en el modelo para varias consolas posteriores de Atari, especialmente es muy similar al Atari 2800 para Japón y el similar Video Arcade II de Sears con marca Atari, ambos con controles (cableados) que combinó las funciones de joystick y paddle. El diseño de la caja también influyó en una amplia gama de consolas domésticas posteriores de Atari, incluido el Atari 5200 (que presentaba un compartimento de control similar a 2700), así como el Atari 2600 Jr. y el Atari 7800.
La idea de los controles inalámbricos para el 2600 y los sistemas compatibles con joystick fue en 1983 cumplida por el Atari 2600 Wireless Remote Controlled Joystick, un accesorio enchufable (Modelo No., CX 42). Sin embargo, tuvo que alojar componentes electrónicos adicionales para corregir el problema de la interferencia, los controladores eran voluminosos. Además, eran difíciles de controlar y tenían una vida útil de la batería baja. El Atari Flashback 4 lanzado en 2012 también presentó controladores inalámbricos basados en tecnología infrarroja.

## Especificaciones técnicas
- CPU: MOS Tecnología 6507 @ 1.19 MHz
- Procesador+de vídeo del audio: TIA. 160 x ~192 píxel, 128 colores (121 de ellos de hecho diferentes de cada otro encima NTSC, 114 encima COLEGA), 2 canal mono sonido.
- RAM: 128 bytes (el plus hasta 256 bytes construyó a los cartuchos de juego)
- ROM (cartuchos de juego):  4 KB capacidad máxima (32 KB+ con paging)
- Producción: B/W o cuadro de televisión del color y señal de sonido